# Bophuthatswana
Il Bophuthatswana fu un bantustan istituito dal governo sudafricano durante l'epoca dell'apartheid come riserva per l'etnia tswana. Situato nel nordovest del paese, con una superficie complessiva di circa 40.000 km², consisteva di sette enclave nel territorio della Provincia del Capo, del Transvaal e dello Stato Libero dell'Orange. La capitale Mmabatho era situata in un'area prossima al Botswana. Nel 1983 ospitava più di 1.430.000 persone.

## Storia
Il Bophuthatswana fu reso autonomo nel 1971, e divenne formalmente indipendente il 6 dicembre del 1977, con Kgosi Lucas Mangope come primo capo del governo. In realtà, come gli altri bantustan, il Bophuthatswana rimase sempre dipendente dall'autorità del governo sudafricano. A livello internazionale non fu mai riconosciuto come stato, riuscendo solo ad instaurare contatti non ufficiali con Israele  e il Botswana.
In accordo con la politica generale dell'apartheid, le persone trasferite (spesso forzatamente) nel Bophuthatswana persero la propria cittadinanza sudafricana. Nel 1988 un tentativo di golpe fu soppresso dal Sudafrica, che restaurò Mangope quale capo del governo. Si disse in seguito che il golpe fosse stato organizzato dal partito di opposizione, il People's Progressive Party (PPP), guidato da Rocky Malebana Metsing. Un secondo tentativo di golpe fallì nel 1990.

## Economia
Il Bophuthatswana era il bantustan più ricco, grazie alle sue miniere di platino e alla presenza del celebre casinò di Sun City, che raccoglieva un grosso afflusso di clienti anche dalle vicine città di Johannesburg e Pretoria, dove il gioco d'azzardo era illegale (così come nell'intero Sudafrica bianco).

## Il golpe nel Bophuthatswana
Agli inizi del 1994, mentre in Sudafrica venivano indette le prime elezioni democratiche dopo la fine dell'apartheid, il presidente Lucas Mangope si oppose alla reintegrazione del Bophuthatswana nel Sudafrica. Questa posizione creò una situazione di forte tensione interna che culminò in una sparatoria in cui 40 funzionari civili furono feriti dalle truppe del Bophuthatswana Defence Force. Mangope assunse progressivamente posizioni sempre più autoritarie: respinse l'appello del giudice Johann Kriegler (presidente della Commissione Elettorale Indipendente sudafricana) in favore di una libera attività politica nel territorio, e azzerò lo staff del Bophuthatswana Broadcasting Corporation, chiudendo due canali televisivi e tre stazioni radiofoniche.
Il gruppo più numeroso della minoranza bianca nel bantustan, l'Afrikaner Weerstandsbeweging (AWB), colse l'opportunità per provare a restaurare una situazione simile all'apartheid, ma il tentativo fu abortito nei primi giorni di marzo, quando in presenza di giornalisti e di una troupe televisiva, membri in uniforme dell'AWB in un'incursione armata nell'area di Mmabatho/Mahikeng occuparono una base militare, furono colpiti da membri della Difesa Sudafricana (SDF) e della polizia e furono costretti a ritirarsi. Tre feriti, membri dell'AWB, furono uccisi con colpi a bruciapelo da Ontlametse Bernstein Menyatsoe, ufficiale del SDF.
Queste uccisioni implicarono la fine dell'opposizione militare bianca alle riforme democratiche. Mangope fuggì con un elicottero dalla capitale Mmabatho alla notizia che colonne armate sudafricane stavano marciando verso il Bantustan per ripristinare l'ordine (si parlò di un telegramma di De Klerk diretto a Mangope nel quale era scritta una sola frase: Se il Bophuthatswana vuole la guerra, avrà la guerra) e fu rimpiazzato da un governo ad interim, e il 27 aprile dello stesso anno tutte le dieci homeland, incluso il Bophuthatswana, furono reintegrate nel Sudafrica del post-apartheid.

## Il Sud Africa nel post-apartheid
Con la fine dell'apartheid, 5 delle 7 enclavi furono aggregate alla Provincia del Nordovest. L'enclave di Thaba Nchu divenne parte della provincia di Free State e quella di Moretele (la più orientale) venne inclusa nella provincia Mpumalanga. La ex-capitale del Bophuthatswana, Mafikeng, è ora capitale della Provincia del Nordovest.